# George Mudie
George Mudie (1788-?) fue un periodista, tipógrafo y editor socialista owenita escocés.

## Biografía
Entre 1821 y 1822 publicó el semanario The Economist con la finalidad de propagar el «socialismo cooperativo» de Robert Owen en los medios obreros, lográndolo sobre todo entre los artesanos y obreros cualificados —y singularmente entre los tipógrafos de Londres—. Por iniciativa suya se puso en marcha en 1821 la primera cooperativa owenita con el nombre de Economic and Co-operative Society, con la finalidad de crear una «aldea de la unidad y de la mutua cooperación, que combinara agricultura, industria y comercio, según el plan proyectado por el señor Owen, de New Lanark ». La experiencia, sin embargo, duró menos de un año.
A pesar del fracaso, Mudie siguió difundiendo las ideas de Owen que oponía al individualismo de la sociedad capitalista. Gracias a la cooperación los obreros podrían procurarse el capital necesario para competir con las empresas privadas en la producción de mercancías y de esta forma el progreso industrial en lugar de causar la miseria de la clase trabajadora traería el bienestar al proporcionar «bienes» para todos.